# Dynastie des Hasan Pascha
Die Dynastie des Hasan Pascha (arabisch مماليك العراق Mamālīk al-ʻIrāq) war eine georgische Mamluken-Dynastie im Irak (1704–1831).

## Hintergrund
Nachdem sich schon im 17. Jahrhundert Paschas in Basra und Bagdad von den Osmanen zeitweise unabhängig gemacht hatten, begründete 1704 der von den Osmanen als Statthalter eingesetzte Hasan Pascha (1704–1723) die Macht der Mamluken in Bagdad. Pascha stammte ursprünglich aus Georgien und war in Istanbul als Sohn eines osmanischen Offiziers aufgewachsen. Die Paschas von Bagdad erlangten in der Folgezeit weitgehende Autonomie, mussten aber weiterhin die Oberhoheit der Osmanen anerkennen. Unter Ahmad Pascha (1723–1747) wurde 1733 ein Angriff der Perser unter Nadir Schah auf Bagdad abgewehrt. Nach dem Tod von Ahmad Pascha versuchten die Osmanen zwar wieder die Kontrolle über Bagdad zu erringen, mussten aber 1749 Sulaiman Pascha (1749–1762) als Statthalter anerkennen. Sulaiman war ursprünglich ein Sklave Ahmeds, dem er beim Angriff durch einen Löwen das Leben gerettet hatte. Als Dank wurde er in die Freiheit entlassen und mit Adlia, der ältesten Tochter Ahmeds, vermählt. Er wurde auch als Abu Layla, der Löwe, bezeichnet. Unter ihm wurde die Provinz Basra mit Bagdad vereinigt.
Unter Büyük Süleyman Pascha (1780–1802) erreichte die Dynastie ihren Höhepunkt, als das Land befriedet und eine umfangreiche Bautätigkeit eingeleitet wurde. Auch konnte 1801 ein Angriff der Wahhabiten auf den Irak erfolgreich abgewehrt werden, obwohl diesen die Zerstörung der schiitischen Heiligtümer Nadschaf und Karbala gelang. 1831 wurde der Irak von osmanischen Truppen besetzt und wieder der Zentralverwaltung unterstellt, nachdem eine Pestepidemie die Herrschaft der Dynastie erheblich geschwächt hatte. In Bagdad hatten von 80.000 Einwohnern nur 27.000 Menschen überlebt.

## Herrscher
- Hasan Pascha (1704–1723)[1]
- Ahmad Pascha (1723–1734 und 1736–1747), der Sohn von Hasan[2]
- Sulaiman oder Suleyman Pascha (1749–1762), der Schwiegersohn Ahmeds[2]
- Omar oder Umar Pasha (1762–1775)[3]
- Abdullah Pasha (1776–1777)[4]
- Büyük Süleyman Pascha oder Sulaiman Pascha der Große (1780–1802)[5]
- Ali Pasha (1802–1807)[6]
- Sulaiman Pasha, der Kleine (1807–1813)[6]
- Daud oder Dawud Pascha (1817–1831)[6]